# Comuna de Izbica
Izbica (polaco: Gmina Izbica) é uma gminy (comuna) na Polónia, na voivodia de Lublin e no condado de Krasnostawski. A sede do condado é a cidade de Izbica.
De acordo com os censos de 2004, a comuna tem 9 019 habitantes, com uma densidade 65 hab/km².

## Área
Estende-se por uma área de 138,66 km², incluindo:
- área agricola: 75%
- área florestal: 18%

## Demografia
Dados de 30 de Junho 2004:
|                      | Total   | Total | Mulheres | Mulheres | Homens  | Homens |
| -------------------- | ------- | ----- | -------- | -------- | ------- | ------ |
|                      | pessoas | %     | pessoas  | %        | pessoas | %      |
| População            | 9 019   | 100   | 4 593    | 50,9     | 4 426   | 49,1   |
| Densidade (pop./km²) | 65      | 100   | 33,1     | 33,1     | 31,9    | 31,9   |

De acordo com dados de 2002, o rendimento médio per capita ascendia a 1 207,26 zł.

## Subdivisões
- Bobliwo, Dworzyska, Izbica, Kryniczki, Majdan Krynicki, Mchy, Orłów Drewniany, Orłów Drewniany-Kolonia, Orłów Murowany, Orłów Murowany-Kolonia, Ostrzyca, Ostrówek, Romanów, Stryjów, Tarnogóra, Tarnogóra-Kolonia, Tarzymiechy Drugie, Tarzymiechy Pierwsze, Tarzymiechy Trzecie, Topola, Wał, Wirkowice Drugie, Wirkowice Pierwsze, Wólka Orłowska, Zalesie.

## Comunas vizinhas
- Gorzków, Krasnystaw, Kraśniczyn, Nielisz, Rudnik, Skierbieszów, Stary Zamość